# Galatatoren

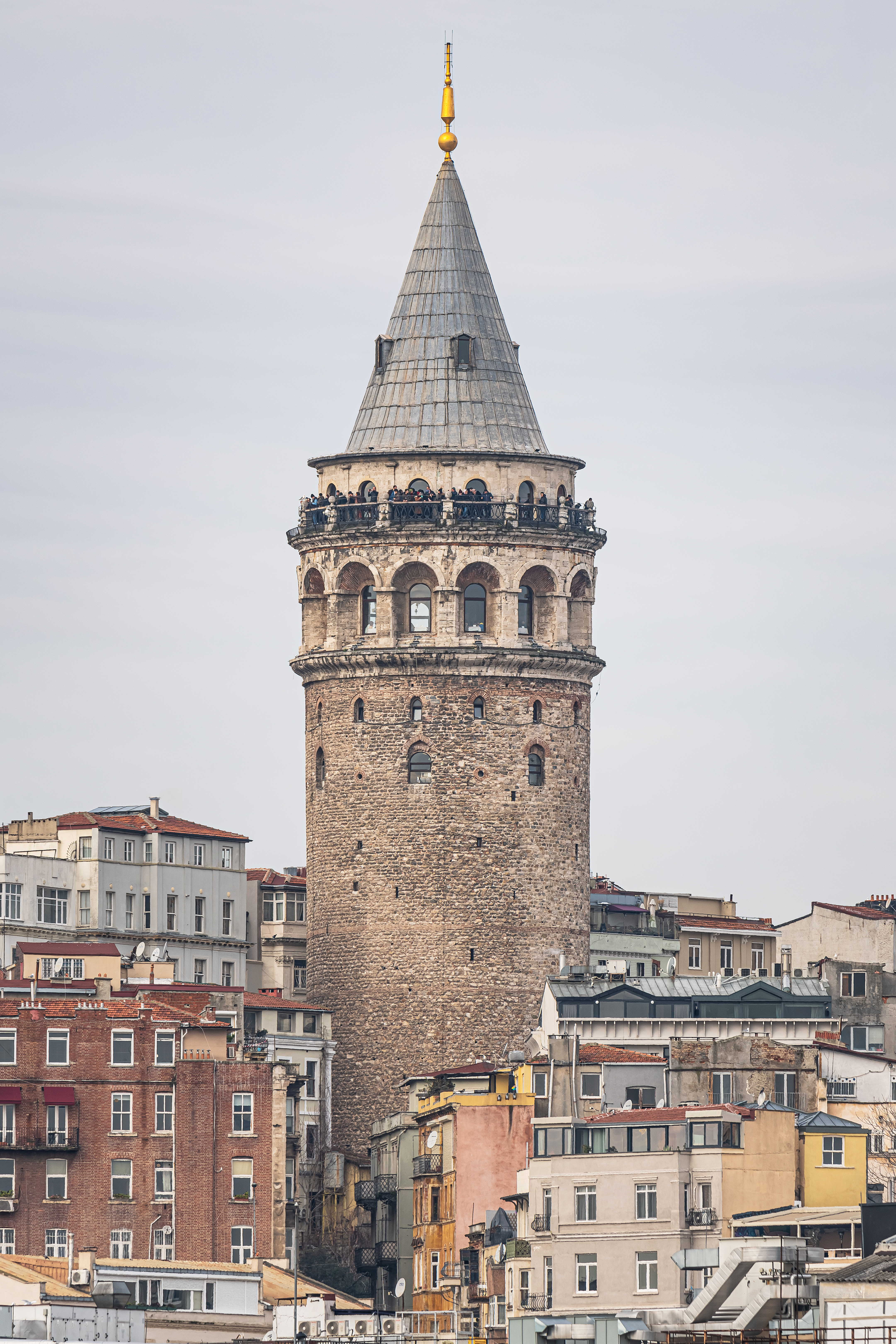
De Galatatoren

De Galatatoren (Turks: Galata kulesi) is een oude toren in het Europese deel van Istanboel aan de noordkant van de Gouden Hoorn. Tegenwoordig is het mede door het uitzicht over de stad een toeristische trekpleister.
De eerste Galatatoren werd gebouwd in 528 ten tijde van het Byzantijnse Rijk. Deze werd tijdens de Kruistochten verwoest, maar in 1348 bouwden de Genuezen een nieuwe, die het hart van de wijk Galata werd. In 1453 werd de toren veroverd door de Turken.
De toren is gemeten vanaf de grond 61 meter hoog (gemeten vanaf het zeeniveau 140 meter). De diameter van de toren is 16,45 meter (waarvan 3,75 meter muur). Boven in de toren bevond zich een restaurant. Het restaurant is nu gesloten. Die verdieping kan nog wel met de lift worden bereikt. Van daaruit kan men buiten via een omloop het uitzicht op de stad van alle kanten bewonderen.